# Хојхелхајм (Хесен)
Хојхелхајм (њем. Heuchelheim) општина је у њемачкој савезној држави Хесен. Једно је од 18 општинских средишта округа Гисен. Према процјени из 2010. у општини је живјело 7.687 становника. Посједује регионалну шифру (AGS) 6531007.

## Географски и демографски подаци
Хојхелхајм се налази у савезној држави Хесен у округу Гисен. Општина се налази на надморској висини од 153 – 276 метара. Површина општине износи 10,6 km². У самом мјесту је, према процјени из 2010. године, живјело 7.687 становника. Просјечна густина становништва износи 727 становника/km².

## Међународна сарадња
| Мјесто        | Држава    | Врста сарадње | Од    |
| ------------- | --------- | ------------- | ----- |
| Добжењ Вјелки | Пољска    | партнерство   | 1992. |
|               | Француска | партнерство   | 1970. |
| Извор         |           |               |       |